# Saintes (Tubize)
Saintes (nld. Sint-Renelde; wa. Sinternele, Sinte-Ernele; pcd. Sainte-Érnèle) – dzielnica (section) miasta Tubize w Belgii, w Regionie Walońskim, w prowincji Brabancja Walońska, w okręgu Nivelles. 1 stycznia 2020 roku liczyła 2781 mieszkańców. Do 31 grudnia 1976 samodzielna gmina.

## Demografia
Liczba mieszkańców, stan na 1 stycznia:
| Rok                | 1930 | 1961 | 2020 |
| ------------------ | ---- | ---- | ---- |
| Liczba mieszkańców | 2933 | 2712 | 2781 |